# Società Sportiva Cavese 1982-1983
Questa voce raccoglie le informazioni riguardanti la Società Sportiva Cavese nelle competizioni ufficiali della stagione 1982-1983.

## Stagione
La Cavese termina il campionato cadetto al 6º posto, dopo aver chiuso il girone di andata al 3º dietro Milan e Lazio. Terminerà a 3 punti dalla zona promozione, dove con 45 punti si giocano agli spareggi l'ultimo posto disponibile per la Serie A, Como, Cremonese e Catania, con gli etnei che la spuntano sulle altre due compagini. Durante il campionato, il 7 novembre 1982 la squadra metelliana vince allo stadio Giuseppe Meazza contro il Milan per 2-1, con le reti di Tivelli e Di Michele a rimontare il vantaggio rossonero di Jordan: una gara che rappresenta l'unica sconfitta interna del torneo per i milanesi, e che vale ai metelliani il soprannome di "Real Cavese".

## Divise e sponsor

L'undici metelliano artefice della storica vittoria a San Siro, in campo con la seconda maglia bianca.

Lo sponsor ufficiale per la stagione 1982-1983 è Colorificio Farano.
| Casa | Trasferta |

## Organigramma societario
Di seguito sono riportati i membri dello staff della Cavese.
Area direttiva
- Presidente: Giuseppe Violante

Area tecnica
- Allenatore: Pietro Santin

## Rosa
Di seguito è riportata la rosa della Cavese.
| N. |                   | Ruolo | Calciatore        |
| -- | ----------------- | ----- | ----------------- |
|    | Italia (bandiera) | P     | Massimo Assante   |
|    | Italia (bandiera) | P     | Franco Paleari    |
|    | Italia (bandiera) | D     | Leonardo Bitetto  |
|    | Italia (bandiera) | D     | Giovanni Gregorio |
|    | Italia (bandiera) | D     | Giuseppe Guerini  |
|    | Italia (bandiera) | D     | Viviano Guida     |
|    | Italia (bandiera) | D     | Antonio Magliocca |
|    | Italia (bandiera) | D     | Roberto Pidone    |
|    | Italia (bandiera) | D     | Matteo Rispoli    |
|    | Italia (bandiera) | D     | Rosario Sasso     |
|    | Italia (bandiera) | C     | Ciro Bilardi      |

| N. |                   | Ruolo | Calciatore            |
| -- | ----------------- | ----- | --------------------- |
|    | Italia (bandiera) | C     | Luigi Caffarelli      |
|    | Italia (bandiera) | C     | Angelo Cupini         |
|    | Italia (bandiera) | C     | Bruno Faraci          |
|    | Italia (bandiera) | C     | Antonio Infante       |
|    | Italia (bandiera) | C     | Sergio Mari           |
|    | Italia (bandiera) | C     | Giuseppe Pavone       |
|    | Italia (bandiera) | C     | Giacomo Piangerelli   |
|    | Italia (bandiera) | C     | Pietro Puzone         |
|    | Italia (bandiera) | C     | Enzo Scarpa           |
|    | Italia (bandiera) | A     | Costante Tivelli      |
|    | Italia (bandiera) | A     | Bartolomeo Di Michele |

## Risultati

### Serie B

#### Girone di andata
| Foggia 12 settembre 1982 1ª giornata | Foggia             | 0 – 0 referto | Cavese | Stadio Pino Zaccheria\| Arbitro: \| Sguizzato (Verona) \| |
| Arbitro:                             | Sguizzato (Verona) |               |        |                                                           |

| Arbitro: | Tubertini (Bologna) |

|                              |           |                 |
| Scarpa 7’ Tivelli 67’ (rig.) | Marcatori | 80’ (rig.) Caso |

| Arbitro: | Leni (Perugia) |

|               |           |                 |
| Schillaci 67’ | Marcatori | 69’ Piangerelli |

| Arbitro: | Lombardo (Marsala) |

|            |           |  |
| Cupini 60’ | Marcatori |  |

| Arbitro: | Facchin (Udine) |

|              |           |             |
| Facchini 11’ | Marcatori | 55’ Bilardi |

| Cava de' Tirreni 17 ottobre 1982 6ª giornata | Cavese           | 0 – 0 referto | Arezzo | Stadio comunale\| Arbitro: \| Giaffreda (Roma) \| |
| Arbitro:                                     | Giaffreda (Roma) |               |        |                                                   |

| Arbitro: | Pirandola (Lecce) |

|                             |           |             |
| Filisetti 14’ Foscarini 64’ | Marcatori | 56’ Tivelli |

| Arbitro: | Tubertini (Bologna) |

|            |           |  |
| Cupini 31’ | Marcatori |  |

| Arbitro: | Falzier (Treviso) |

|            |           |                            |
| Jordan 23’ | Marcatori | 26’ Tivelli 55’ Di Michele |

| Arbitro: | Benedetti (Roma) |

|                                 |           |            |
| De Martino 20’, 34’ De Rosa 75’ | Marcatori | 21’ Pavone |

| Cava de' Tirreni 21 novembre 1982 11ª giornata | Cavese        | 0 – 0 referto | Campobasso | Stadio comunale\| Arbitro: \| Testa (Prato) \| |
| Arbitro:                                       | Testa (Prato) |               |            |                                                |

| Arbitro: | Baldi (Roma) |

|                    |           |                    |
| Tivelli 68’ (rig.) | Marcatori | 87’ (rig.) Orlandi |

| Arbitro: | Lanese (Messina) |

|            |           |                   |
| Sclosa 47’ | Marcatori | 20’ (aut.) Turone |

| Arbitro: | Polacco (Conegliano) |

|                |           |  |
| Di Michele 74’ | Marcatori |  |

| Arbitro: | Leni (Perugia) |

|  |           |                    |
|  | Marcatori | 59’ (rig.) Tivelli |

| Cava de' Tirreni 2 gennaio 1983 16ª giornata | Cavese            | 0 – 0 referto | Como | Stadio comunale\| Arbitro: \| Falzier (Treviso) \| |
| Arbitro:                                     | Falzier (Treviso) |               |      |                                                    |

| Arbitro: | Paparesta (Bari) |

|                       |           |                       |
| Vialli 67’ Frutti 77’ | Marcatori | 61’ Scarpa 66’ Pavone |

| Arbitro: | Polacco (Conegliano) |

|                                        |           |                  |
| Tivelli 47’ (rig.), 87’ Di Michele 80’ | Marcatori | 25’ A. Carnevale |

| Arbitro: | Pairetto (Torino) |

|           |           |            |
| Vella 82’ | Marcatori | 61’ Cupini |

#### Girone di ritorno
| Arbitro: | Patrussi (Arezzo) |

|             |           |  |
| Tivelli 28’ | Marcatori |  |

| Arbitro: | Agnolin (Bassano del Grappa) |

|                |           |  |
| Morbiducci 73’ | Marcatori |  |

| Arbitro: | Pirandola (Lecce) |

|                |           |            |
| Caffarelli 58’ | Marcatori | 7’ De Rosa |

| Arbitro: | Tubertini (Bologna) |

|                      |           |             |
| Scarsella 84’ (rig.) | Marcatori | 30’ Bilardi |

| Latina 6 marzo 1983 24ª giornata | Cavese            | 0 – 0 Campo neutro referto | Pistoiese | Stadio comunale\| Arbitro: \| Falzier (Treviso) \| |
| Arbitro:                         | Falzier (Treviso) |                            |           |                                                    |

| Arbitro: | Facchin (Udine) |

|                              |           |  |
| Traini 74’ Pidone 80’ (aut.) | Marcatori |  |

| Arbitro: | Sguizzato (Verona) |

|               |           |  |
| Caffarelli 2’ | Marcatori |  |

| Arbitro: | Pieri (Genova) |

|                          |           |  |
| Mastalli 24’ Barozzi 40’ | Marcatori |  |

| Arbitro: | Redini (Pisa) |

|                                   |           |                          |
| Tivelli 42’ (rig.) Caffarelli 70’ | Marcatori | 20’ Verza 28’ Battistini |

| Arbitro: | Bergamo (Livorno) |

|                           |           |  |
| Caffarelli 7’ Tivelli 89’ | Marcatori |  |

| Arbitro: | Barbaresco (Cormons) |

|            |           |                |
| Tacchi 59’ | Marcatori | 78’ Caffarelli |

| Arbitro: | Patrussi (Arezzo) |

|             |           |  |
| Luperto 54’ | Marcatori |  |

| Arbitro: | Magni (Bergamo) |

|                |           |  |
| Di Michele 54’ | Marcatori |  |

| Arbitro: | Menicucci (Firenze) |

|                          |           |                         |
| Papais 41’ Marronaro 49’ | Marcatori | 24’ Bilardi 56’ Tivelli |

| Arbitro: | Polacco (Conegliano) |

|                |           |  |
| Di Michele 43’ | Marcatori |  |

| Arbitro: | Mattei (Macerata) |

|                                             |           |  |
| Guerini 9’ (aut.) Nicoletti 11’ Mannini 66’ | Marcatori |  |

| Cava de' Tirreni 29 maggio 1983 36ª giornata | Cavese              | 0 – 0 referto | Cremonese | Stadio Simonetta Lamberti\| Arbitro: \| Menicucci (Firenze) \| |
| Arbitro:                                     | Menicucci (Firenze) |               |           |                                                                |

| Arbitro: | Pieri (Genova) |

|                                                 |           |                                 |
| Boito 41’, 72’ Pallavicini 53’ Bruni 76’ (rig.) | Marcatori | 63’, 77’ Bilardi 83’ Di Michele |

| Arbitro: | Agnolin (Bassano del Grappa) |

|                                   |           |                     |
| Di Michele 37’ Tivelli 86’ (rig.) | Marcatori | 8’ Miele 74’ Marini |

### Coppa Italia

#### Primo turno
| Arbitro: | Pirandola (Lecce) |

|  |           |            |
|  | Marcatori | 75’ Casale |

| Arbitro: | De Marchi (Novara) |

|              |           |  |
| Bocchinu 48’ | Marcatori |  |

| Firenze 29 agosto 1982 4ª giornata | Fiorentina        | 0 – 0 referto | Cavese | Stadio Artemio Franchi\| Arbitro: \| Angelelli[9] (Terni) \| |
| Arbitro:                           | Angelelli (Terni) |               |        |                                                              |

| Cava de' Tirreni 1 settembre 1982 6ª giornata | Cavese          | 0 – 0 referto | Bologna | Stadio comunale\| Arbitro: \| Magni[10] (Bergamo) \| |
| Arbitro:                                      | Magni (Bergamo) |               |         |                                                      |

| Arbitro: | Polacco (Conegliano) |

|             |           |  |
| Goretti 26’ | Marcatori |  |

## Statistiche

### Statistiche di squadra
Di seguito sono riportati le statistiche di squadra della Cavese.
| Competizione | Punti | In casa | In casa | In casa | In casa | In casa | In casa | In trasferta | In trasferta | In trasferta | In trasferta | In trasferta | In trasferta | Totale | Totale | Totale | Totale | Totale | Totale | DR |
| Competizione | Punti | G       | V       | N       | P       | Gf      | Gs      | G            | V            | N            | P            | Gf           | Gs           | G      | V      | N      | P      | Gf     | Gs     | DR |
| ------------ | ----- | ------- | ------- | ------- | ------- | ------- | ------- | ------------ | ------------ | ------------ | ------------ | ------------ | ------------ | ------ | ------ | ------ | ------ | ------ | ------ | -- |
| Serie B      | 42    | 19      | 10      | 9       | 0       | 20      | 8       | 19           | 2            | 9            | 8            | 18           | 29           | 38     | 12     | 18     | 8      | 38     | 37     | +1 |
| Coppa Italia | 2     | 2       | 0       | 1       | 1       | 0       | 1       | 3            | 0            | 1            | 2            | 0            | 2            | 5      | 0      | 2      | 3      | 0      | 3      | -3 |
| Totale       | -     | 21      | 10      | 10      | 1       | 20      | 9       | 22           | 2            | 10           | 10           | 18           | 31           | 43     | 12     | 20     | 11     | 38     | 40     | -2 |

### Statistiche dei giocatori
Di seguito sono riportati le statistiche giocatori della Cavese.
| Giocatore      | Serie B  | Serie B | Serie B     | Serie B    | Coppa Italia | Coppa Italia | Coppa Italia | Coppa Italia | Totale   | Totale | Totale      | Totale     |
| Giocatore      | Presenze | Reti    | Ammonizioni | Espulsioni | Presenze     | Reti         | Ammonizioni  | Espulsioni   | Presenze | Reti   | Ammonizioni | Espulsioni |
| -------------- | -------- | ------- | ----------- | ---------- | ------------ | ------------ | ------------ | ------------ | -------- | ------ | ----------- | ---------- |
| M. Assante     | 0        | -0      | ?           | ?          | 0            | -0           | ?            | ?            | 0        | -0     | ?           | ?          |
| P. Biagini     | 0        | 0       | ?           | ?          | 5            | 0            | ?            | ?            | 5        | 0      | ?           | ?          |
| C. Bilardi     | 31       | 5       | ?           | ?          | 4            | 0            | ?            | ?            | 35       | 5      | ?           | ?          |
| L. Bitetto     | 27       | 0       | ?           | ?          | 5            | 0            | ?            | ?            | 32       | 0      | ?           | ?          |
| L. Caffarelli  | 23       | 5       | ?           | ?          | 1            | 0            | ?            | ?            | 24       | 5      | ?           | ?          |
| A. Cupini      | 38       | 3       | ?           | ?          | 0            | 0            | ?            | ?            | 38       | 3      | ?           | ?          |
| B. Di Michele  | 34       | 7       | ?           | ?          | 2            | 0            | ?            | ?            | 36       | 7      | ?           | ?          |
| B. Faraci      | 0        | 0       | ?           | ?          | 0            | 0            | ?            | ?            | 0        | 0      | ?           | ?          |
| G. Gregorio    | 26       | 0       | ?           | ?          | 5            | 0            | ?            | ?            | 31       | 0      | ?           | ?          |
| G. Guerini     | 36       | 0       | ?           | ?          | 4            | 0            | ?            | ?            | 40       | 0      | ?           | ?          |
| V. Guida       | 31       | 0       | ?           | ?          | 5            | 0            | ?            | ?            | 36       | 0      | ?           | ?          |
| A. Infante     | 1        | 0       | ?           | ?          | 0            | 0            | ?            | ?            | 1        | 0      | ?           | ?          |
| A. Magliocca   | 10       | 0       | ?           | ?          | 3            | 0            | ?            | ?            | 13       | 0      | ?           | ?          |
| S. Mari        | 7        | 0       | ?           | ?          | 2            | 0            | ?            | ?            | 9        | 0      | ?           | ?          |
| V. Moscon      | 0        | 0       | ?           | ?          | 2            | 0            | ?            | ?            | 2        | 0      | ?           | ?          |
| F. Paleari     | 38       | -37     | ?           | ?          | 5            | -3           | ?            | ?            | 43       | -40    | ?           | ?          |
| G. Pavone      | 38       | 2       | ?           | ?          | 5            | 0            | ?            | ?            | 43       | 2      | ?           | ?          |
| G. Piangerelli | 33       | 1       | ?           | ?          | 5            | 0            | ?            | ?            | 38       | 1      | ?           | ?          |
| R. Pidone      | 34       | 0       | ?           | ?          | 3            | 0            | ?            | ?            | 37       | 0      | ?           | ?          |
| P. Puzone      | 19       | 0       | ?           | ?          | 5            | 0            | ?            | ?            | 24       | 0      | ?           | ?          |
| M. Rispoli     | 1        | 0       | ?           | ?          | 0            | 0            | ?            | ?            | 1        | 0      | ?           | ?          |
| R. Sasso       | 4        | 0       | ?           | ?          | 0            | 0            | ?            | ?            | 4        | 0      | ?           | ?          |
| E. Scarpa      | 16       | 2       | ?           | ?          | 2            | 0            | ?            | ?            | 18       | 2      | ?           | ?          |
| C. Tivelli     | 36       | 12      | ?           | ?          | 3            | 0            | ?            | ?            | 39       | 12     | ?           | ?          |